# Walter Jackson Ong
Walter Jackson Ong (ur. 30 listopada 1912 w Kansas City, zm. 12 sierpnia 2003 w Saint Louis) – amerykański jezuita, profesor literatury angielskiej, historyk religii i filozof.

## Zarys biografii
Był synem Waltera Jacksona Onga seniora oraz Blanche Eugenii Mense. Miał młodszego brata. Matka była katoliczką, zaś ojciec protestantem (na katolicyzm przeszedł pod koniec życia). Uczęszczał do szkół powszechnych oraz katolickich w Kansas City w Missouri. 1 września 1935 wstąpił do Towarzystwa Jezusowego, a 16 czerwca 1946 przyjął święcenia kapłańskie.
Pierwszy etap studiów doktoranckich na Uniwersytecie Harvarda zakończył egzaminem ustnym i wyjechał do Europy. Po powrocie przedstawił na tej uczelni, latem 1954, swoją dysertację (1700 stron). Tytuł doktorski otrzymał w 1955. Rozpoczął prowadzenie zajęć z anglistyki na Uniwersytecie Świętego Ludwika (w St. Louis). Jego wykłady o języku angielskim (English course) były tak oryginalne, że studenci nazywali je „Onglish”. Profesorem anglistyki tego uniwersytetu został w 1959, zaś w 1970 – dodatkowo – profesorem nauk humanistycznych na wydziale psychiatrii tejże uczelni.
Otrzymał doktoraty honorowe 15 uniwersytetów na całym świecie. Oprócz członkostwa w towarzystwach naukowych pełnił także funkcję doradcy w fundacjach naukowych.

## Praca naukowa i zainteresowania
Głównym przedmiotem badań Waltera Onga był wpływ, jaki wywierany jest na kulturę i edukację przez przejście z tradycji oralnej na piśmienną. Piśmienność była traktowana przez Onga jako technologia, która gdy zetknie się z „oralnością pierwotną” oddziałuje na każdą z dziedzin życia (włączając w to kulturę, ekonomię, politykę sztukę i wiele innych). Wykazywał też, że nawet najmniejszy kontakt z pismem przekształca ludzką mentalność.
Według Onga wiele ze skutków wprowadzenia technologii pisma wynika z tego, że pierwotna kultura oralna potrzebuje sposobów zachowania informacji bez zapisywania ich na materialnym nośniku. Technikami pomagającymi zapamiętanie oralnie zwerbalizowanie materiału są na przykład stosowanie utartych określeń, epitetów (tak jak to robił na przykład Homer), czy powtarzanie po kilka razy tego samego zdania czy sformułowania.
Do innych zainteresowań naukowych Onga należały między innymi:
- rozwój tendencji wizualistycznych w pracach zachodnich filozofów
- matematyczne przekształcenie myśli w średniowiecznej i wczesnonowożytniej logice
- rola i efekty wprowadzenia łaciny w kulturze zachodniej
- początki i rozwój zachodniego systemu edukacji.

## Wybrane dzieła
- Ramus, Method, and the Decay of Dialogue (1958) – traktuje o kontraście między przekazem wzrokowym a ustnym, powołując się na pracę Louisa Lavelle’a La parole et l’ecriture (1942). W swojej pracy Ong powołuje się na Petrusa Ramusa (1515–1572), francuskiego humanistę, logika i reformatora z zakresu edukacji, którego innowacyjna metoda analizy została szeroko zaadaptowana w wielu dziedzinach akademickich.
- The Presence of the Word: Some Prolegomena for Cultural and Religious History (1967) – rozbudowana wersja jego wykładów z 1964 na Uniwersytecie Yale, pionierska praca w studiach nad kulturoznawstwem i ekologią mediów.
- Fighting for Life (1981) – opublikowana wersja jego wykładów na Uniwersytecie Cornella.
- Orality and Literacy (1982) – najbardziej znane dzieło Onga. Próbuje w nim zidentyfikować i scharakteryzować oralność przez badanie myśli i ich ekspresji werbalnej w społeczeństwach, w których pismo nie jest znane większości populacji.
- An Ong Reader (2002) – 600-stronicowy zbiór wybranych publikacji Onga, uporządkowanych pod względem tematów, jakimi jest oralność i retoryka.

## Publikacje

### Wykłady
- 1964 Terry Lectures na Uniwersytecie Yale, The Presence of the Word: Some Prolegomena for Cultural and Religious History (New Haven: Yale UP, 1967).
- 1979 Cornell University Messenger Lectures- Evolution of Civilization, Fighting for Life: Contest, Sexuality, and Consciousness (Ithaca: Cornell UP, 1981).
- 1981 Alexander Lectures na Uniwersytecie w Toronto, Hopkins, the Self and God (Toronto: U of Toronto P, 1986).
- 1985 Wolfson College Lectures na Oxfordzie, Opening Lecture, „Writing Is a Technology That Restructures Thought.” In The Written Word: Literacy in Transition, ed. Gerd Baumann (Oxford: Clarendon P, 1986).

### Książki
- Frontiers in American Catholicism (New York: Macmillan, 1957).
- Ramus and Talon Inventory (Cambridge, MA: Harvard UP, 1958).
- Ramus, Method, and the Decay of Dialogue: From the Art of Discourse to the Art of Reason (Cambridge, MA: Harvard UP, 1958).
- American Catholic Crossroads (New York: Macmillan, 1959).
- The Barbarian Within (New York: Macmillan, 1962).
- In the Human Grain (New York: Macmillan, 1967).
- Rhetoric, Romance, and Technology (Ithaca: Cornell UP, 1971).
- Interfaces of the Word (Ithaca: Cornell UP, 1977).
- Hopkins, the Self, and God (Toronto: U of Toronto P, 1986).
- Faith and Contexts, 4 vols. Ed. Thomas J. Farrell, Paul A. Soukup. (Atlanta: Scholars P, 1992–1999).
- Orality and Literacy: The Technologizing of the Word (2nd ed. New York: Routledge, 2002) – książka ta została przetłumaczona na 11 języków.
- An Ong Reader: Challenges for Further Inquiry. Ed. Thomas J. Farrell, Paul A. Soukup. (Cresskill, NJ: Hampton P, 2002).